# 科羅尼塔 (加利福尼亞州)
科羅尼塔（英語：Coronita）是位於美國加利福尼亞州河濱縣的一個人口普查指定地區。

## 地理
科羅尼塔的座標為33°52′33″N 117°36′41″W / 33.87583°N 117.61139°W，而該地最高點為海拔高度190米（即630英尺）。

## 人口
根據2010年美國人口普查的數據，科羅尼塔的面積為1.799平方千米，均為陸地。當地共有人口2608人，而人口密度為每平方千米1,449人。